# Engerer Burse
La Engerer Burse (letteralmente: Borsa di Enger) è un reliquiario del tipo a borsa di epoca carolingia (16×14×5.3 cm), realizzato nel terzo quarto dell'VIII secolo e proveniente dal tesoro di Dionigi della collegiata di Enger, oggi conservato presso il Kunstgewerbemuseum di Berlino.

## Storia
Il reliquiario fu originariamente custodito nella collegiata di San Dionigi a Enger, dove rimase fino al 1414 come parte della dotazione liturgica della collegiata in seguito nota come tesoro di Dionigi. In seguito venne trasferito nella chiesa di San Giovanni a Herford. Nel 1885 fu acquisito insieme al resto del tesoro dal Kunstgewerbemuseum di Berlino, dove è tuttora conservato (inv. 1888.632).
Dal XIX secolo, storici e storici dell'arte hanno ipotizzato un collegamento tra l'Engerer Burse e Vitichindo, suggerendo che potesse essere stato parte dei doni inviati da Carlo Magno al duca sassone dopo la sua conversione. Tale ipotesi è ritenuta plausibile sulla base degli studi stilistici, ma non può essere confermata con certezza documentaria.
Nel biennio 2023–2025, l'opera è oggetto di un ampio progetto di restauro e di ricerca scientifica presso il Kunstgewerbemuseum.

## Descrizione
Il reliquiario è a forma di borsa da pellegrino (bursa) ed è realizzato su un nucleo ligneo rivestito di lamine d'oro e d'argento dorato. Misura 16 cm in altezza, 14 cm in larghezza e 5,3 cm di profondità.
La superficie frontale presenta dodici pietre preziose, tra cui quattro gemme antiche, disposte attorno a una pietra centrale circondata da perle, formando una doppia croce, ortogonale e diagonale.  
Il retro è decorato con figure cesellate a rilievo: nella parte superiore, sotto arcate, è raffigurato Cristo tra due angeli; nella parte inferiore, la Madre di Dio affiancata dagli apostoli Pietro e Paolo. Ulteriori figure di santi e angeli sono distribuite sui lati stretti.  
Cinque leoni fusi si trovano sul bordo superiore, come elementi ornamentali di chiusura, mentre l'accesso interno, oggi privo di reliquie, è situato nella parte inferiore.

## Stile
Sulla base delle analisi storico-artistiche, il reliquiario è attribuito alla produzione orafa carolingia del terzo quarto dell'VIII secolo, nel contesto del Regno franco. Rappresenta uno degli esempi più significativi della oreficeria carolingia, per la qualità dei materiali impiegati, la tecnica di realizzazione e l'integrazione di elementi antichi di reimpiego, come le gemme romane.
Il reliquiario è attribuito alla produzione orafa carolingia del terzo quarto dell'VIII secolo, nell'ambito del Regno franco.  
La disposizione delle pietre preziose in forma di doppia croce riflette un simbolismo cristiano, associando la croce stessa ai numeri sacri. Il programma iconografico è arricchito da dieci (originariamente dodici) piccoli campi in smalto cloisonné, decorati con raffigurazioni di animali e piante.
Gli uccelli, i pesci e i rettili stilizzati simboleggiano la creazione vivente nell'aria, nell'acqua e sulla terra, richiamando il tema cristiano della salvezza. I cinque leoni fusi sul colmo del reliquiario sono interpretati come guardiani simbolici del contenuto sacro.